# Coelioxys radoszkowskyi
Coelioxys radoszkowskyi är en biart som beskrevs av Popov 1946. Coelioxys radoszkowskyi ingår i släktet kägelbin, och familjen buksamlarbin. Inga underarter finns listade i Catalogue of Life.